# Apeiba albiflora
Apeiba albiflora är en malvaväxtart som beskrevs av Adolpho Ducke. Apeiba albiflora ingår i släktet Apeiba och familjen malvaväxter. Inga underarter finns listade i Catalogue of Life.

## Bildgalleri

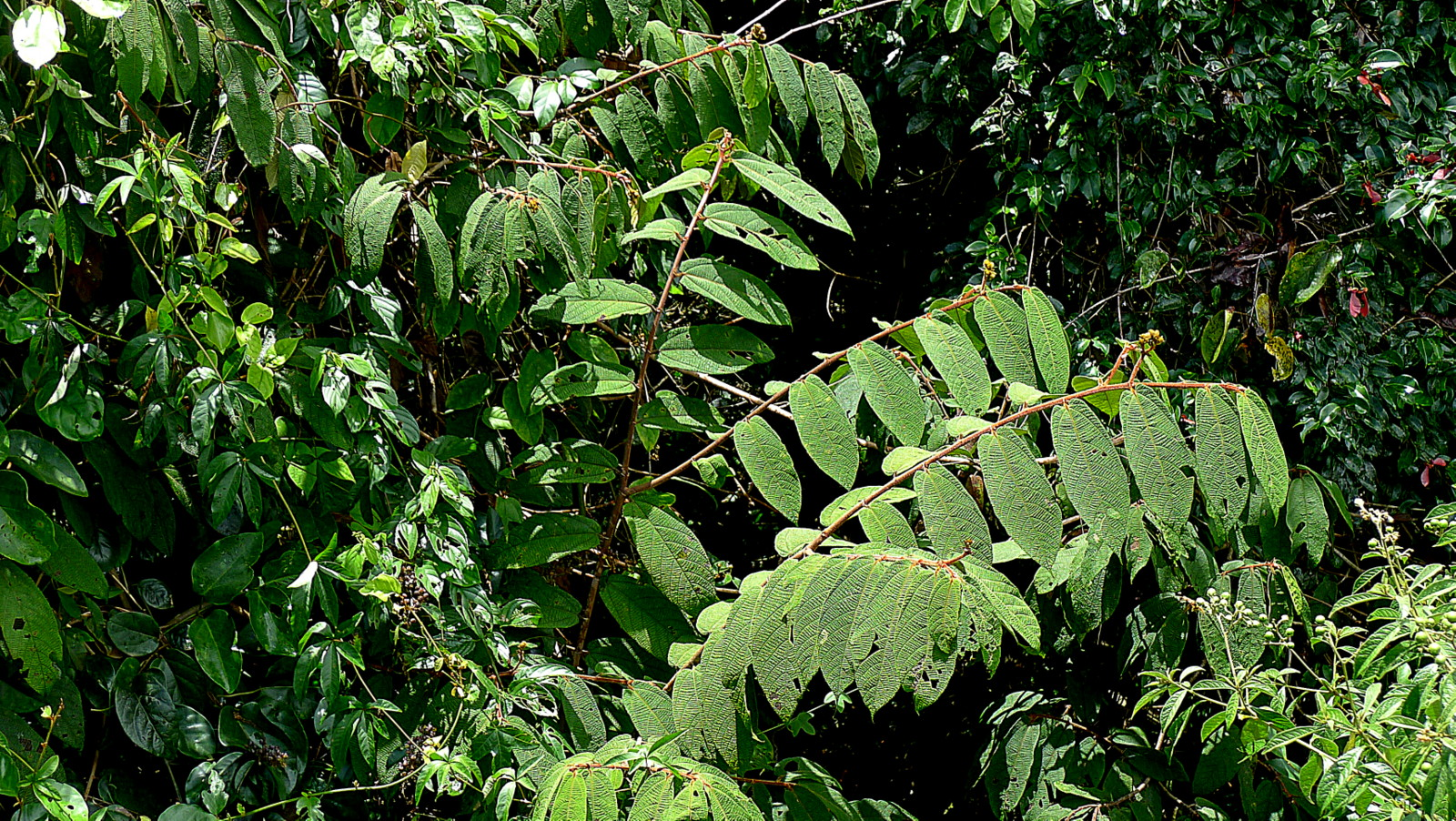
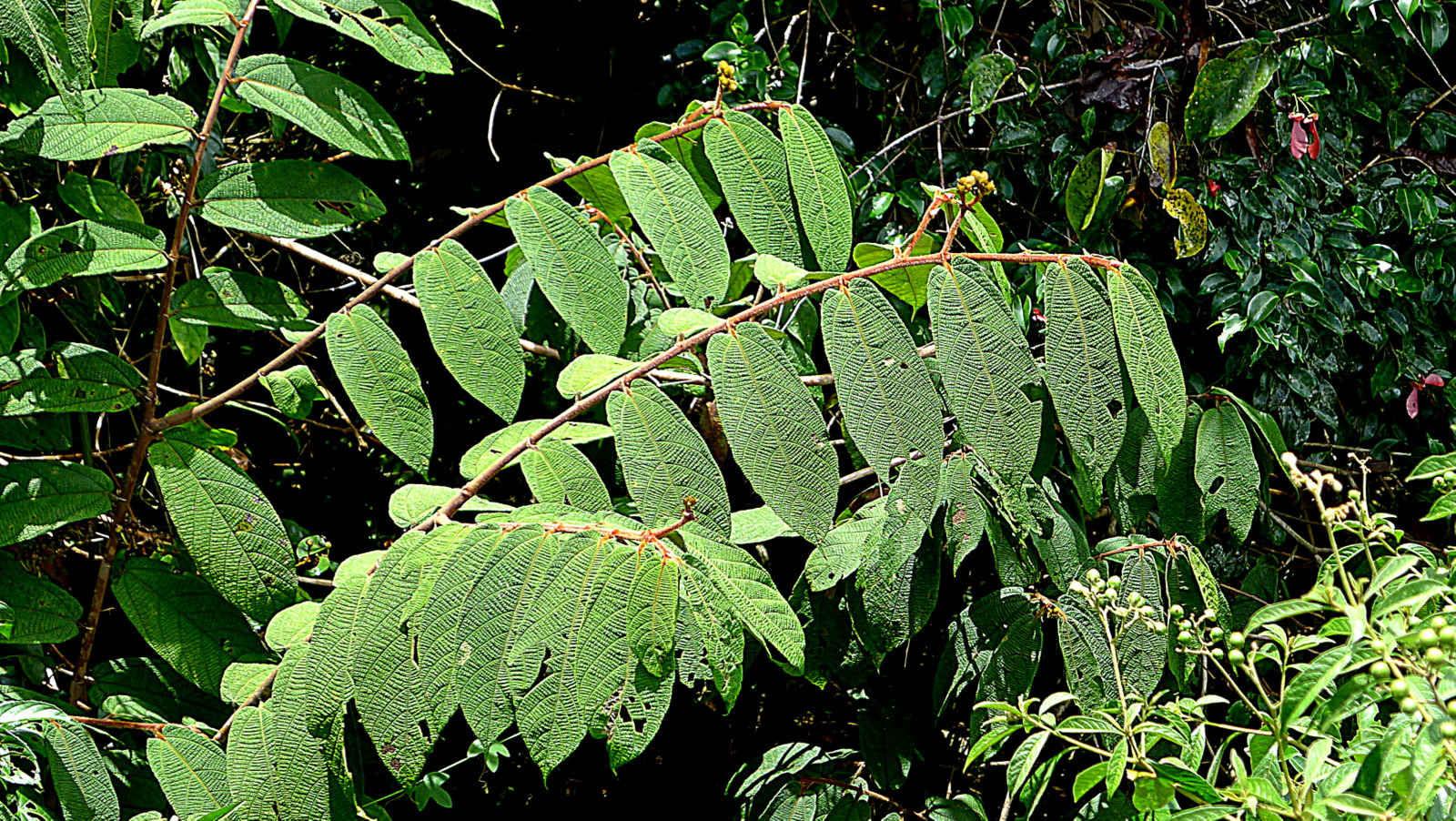
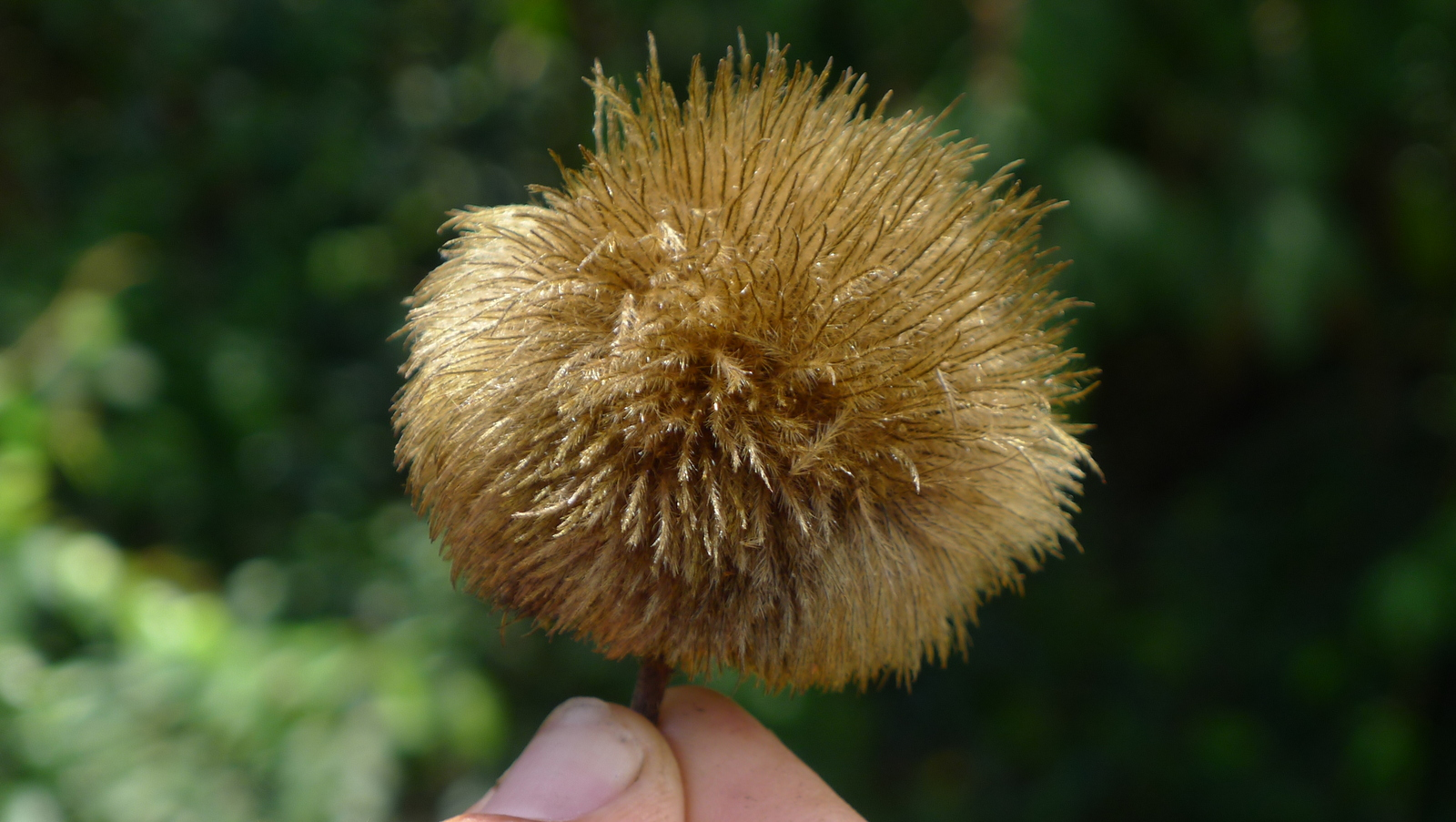
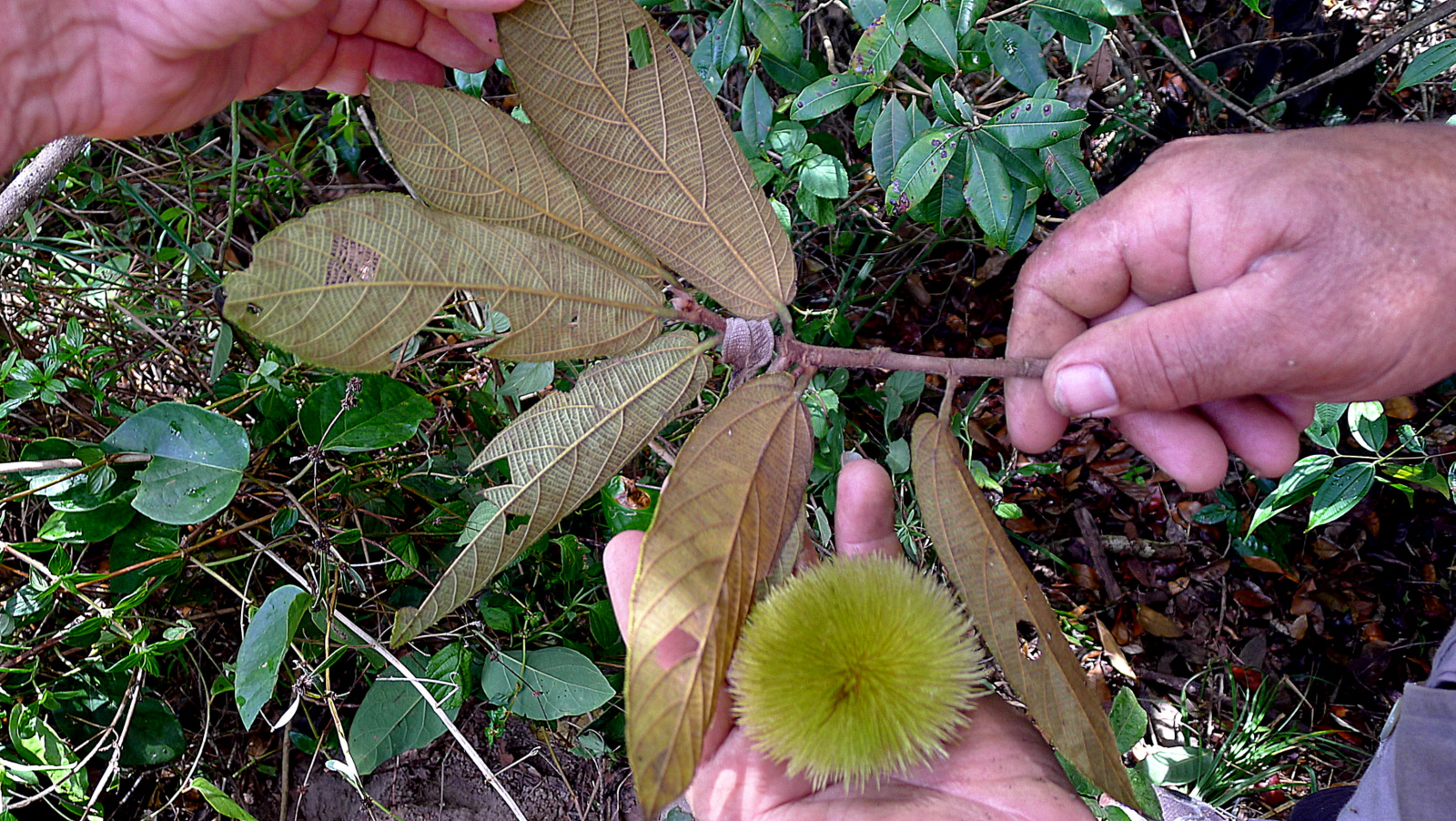
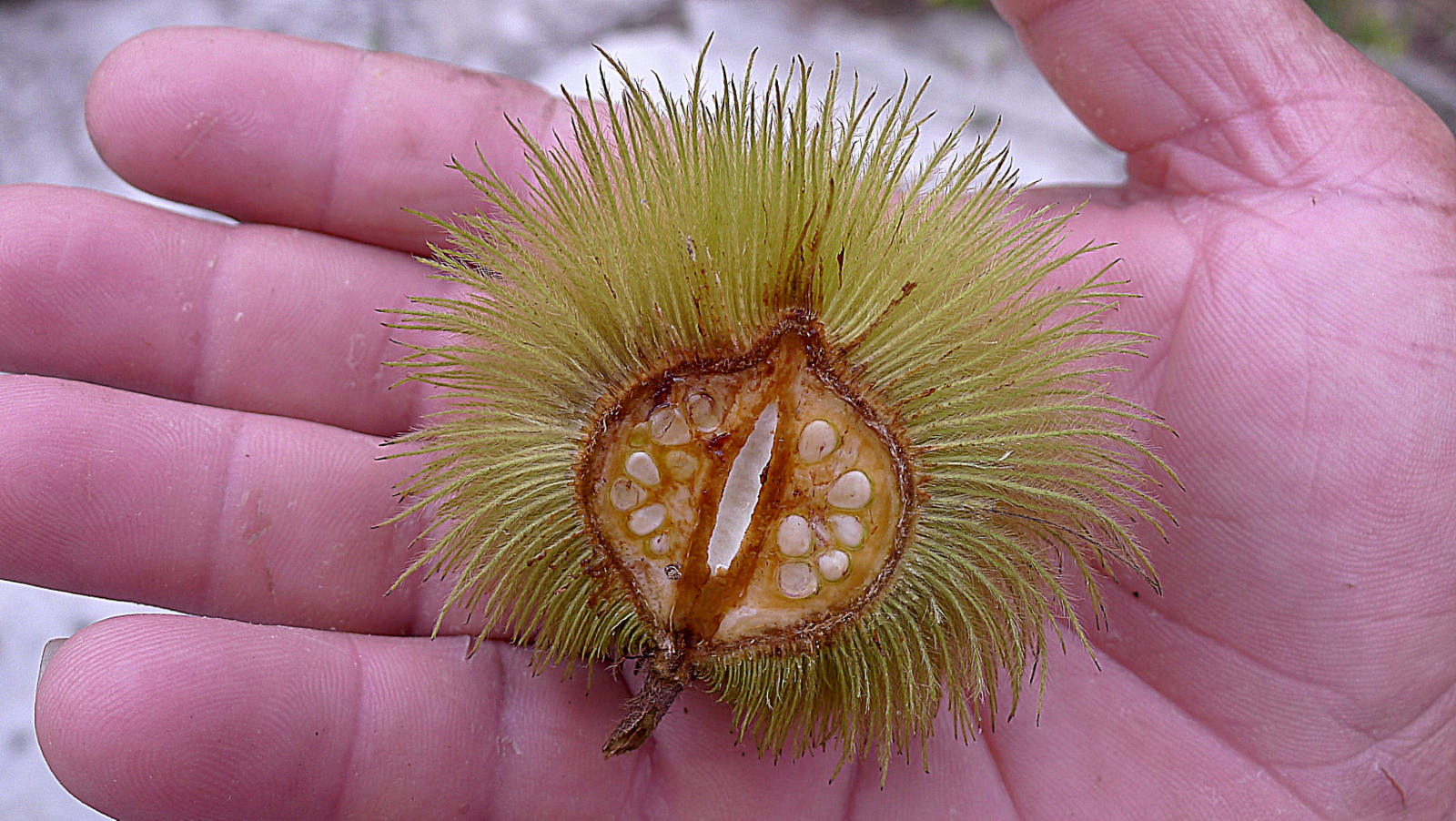
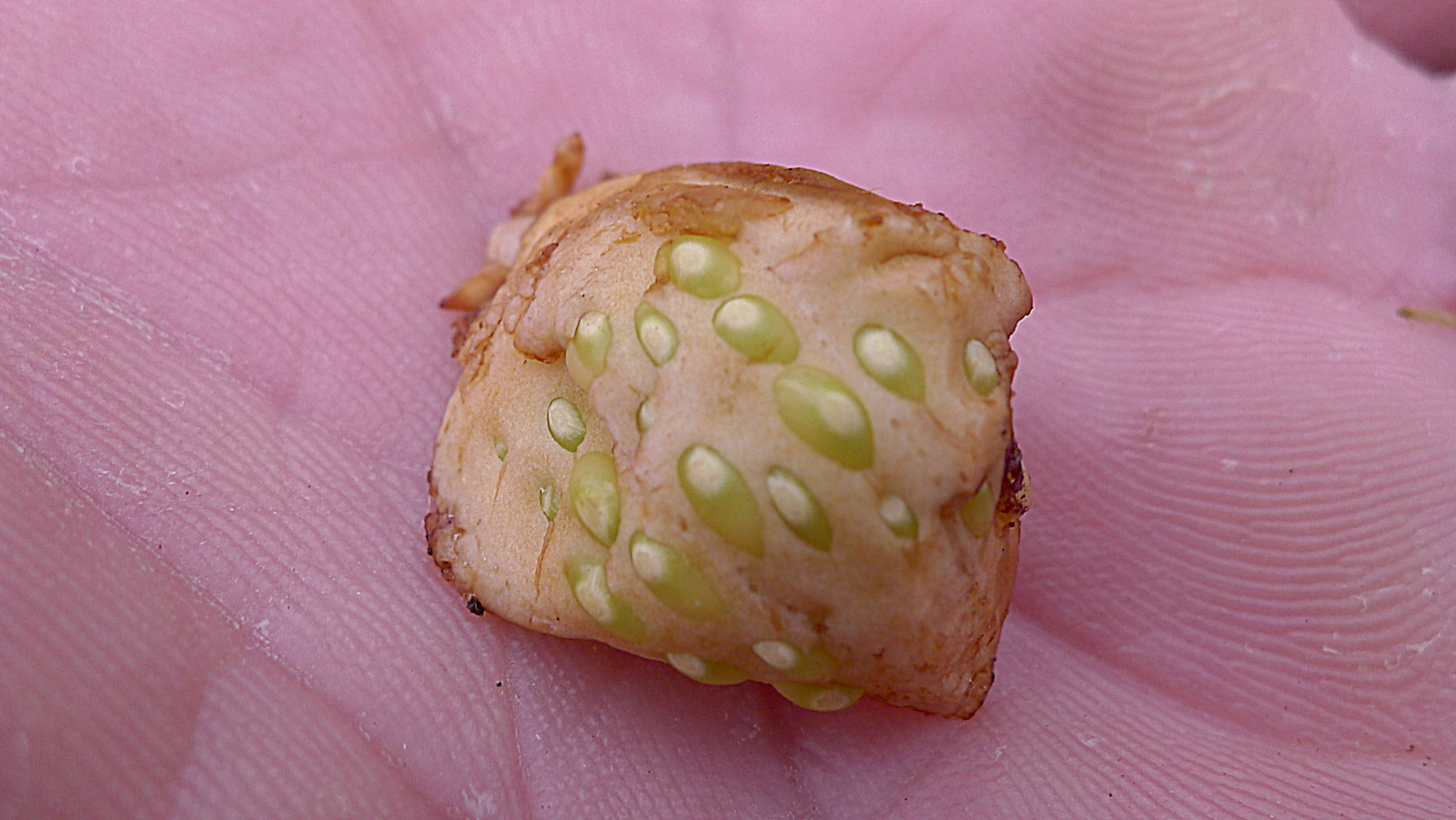